# Schlehenmühle (Egloffstein)
Schlehenmühle ist ein Gemeindeteil des Marktes Egloffstein im Landkreis Forchheim (Oberfranken, Bayern).

## Geografie
Das Dorf im Südwesten der Wiesentalb befindet sich etwa drei Kilometer nordnordöstlich von Egloffstein auf 411 m ü. NHN.

## Geschichte
Bis zum Beginn des 19. Jahrhunderts unterstand Schlehenmühle der Herrschaft reichsunmittelbarer Adeliger, die sich in dem zum Fränkischen Ritterkreis gehörenden Ritterkanton Gebürg organisiert hatten. Als die reichsritterschaftlichen Territorien im Bereich der Fränkischen Schweiz 1805 mediatisiert wurden, wurde das Dorf unter Bruch der Reichsverfassung vom Kurfürstentum Pfalz-Baiern annektiert. Mit dieser Inbesitznahme wurde Schlehenmühle ein Teil der bei der „napoleonischen Flurbereinigung“ in Besitz genommenen neubayerischen Gebiete, was im Juli 1806 mit der Rheinischen Bundesakte nachträglich legalisiert wurde.
Durch die Verwaltungsreformen zu Beginn des 19. Jahrhunderts im Königreich Bayern wurde Schlehenmühle mit dem Zweiten Gemeindeedikt 1818 ein Teil der Ruralgemeinde Affalterthal. Im Zuge der kommunalen Gebietsreform in Bayern wurde Schlehenmühle mit der Gemeinde Affalterthal am 1. Mai 1978 in den Markt Egloffstein eingegliedert.

## Verkehr
Eine Gemeindeverbindungsstraße, aus dem Tal der Trubach von Schweinthal kommend, die auf das Hochplateau der Fränkischen Alb führt, wo sie in Bieberbach in die Kreisstraße FO 21 einmündet, bindet an das öffentliche Straßennetz an.